# Bundesautobahn 83
Bundesautobahn 83 (Abkürzung: BAB 83) – Kurzform: Autobahn 83 (Abkürzung: A 83) – war der Projektname einer in den 1970er-Jahren geplanten Autobahn von Lauffen am Neckar über Ludwigsburg, Stuttgart, Tübingen, Hechingen, Villingen-Schwenningen nach Hüfingen. Sie sollte den Fernverkehr der parallel verlaufenden B 27 aufnehmen.
Beim Lauffener Landturm sollte ein Autobahndreieck die Verbindung von der inzwischen ebenfalls verworfenen Odenwald-Neckar-Alb-Autobahn (A 45) herstellen. In Stuttgart wäre die A 83 zwischen Zuffenhausen (Stelle des heutigen Teilers von B 10 und B 27) und Heslach unterbrochen gewesen.
Die Ausführung wurde verworfen, die zwischen 1979 und 1994 eröffnete „neue B 27“ zwischen Stuttgart-Möhringen und Tübingen liegt allerdings im geplanten Verlauf der A 83 und ist autobahnähnlich ausgebaut (Gelbe Autobahn), ebenso im weiteren Verlauf der Abschnitt von Bodelshausen nach Balingen und von Bad Dürrheim nach Donaueschingen.
Anfang Mai 2013 regte Donaueschingens Oberbürgermeister Thorsten Frei an, den Abschnitt der B 27 zwischen Bad Dürrheim und Hüfingen zur Autobahn hochzustufen. Damit wird eine schnellere Realisierung des vierstreifigen Ausbaus zwischen Donaueschingen-Mitte und Hüfingen erhofft. Auf ähnliche Weise soll auch der Freiburger Stadttunnel realisiert werden, dort wird die B 31 zur A 860 hochgestuft.
Im Bedarfsplan des Vierten Gesetzes zur Änderung des Fernstraßenausbaugesetzes vom 15. November 1993 war für die Verbindung Leipzig – Chemnitz die Bezeichnung als A 83 vorgesehen. Diese Strecke wurde als Verlängerung der Bundesautobahn 72 realisiert.

## Planungsgeschichte
In der Weimarer Republik war im Plan zum sogenannten „Spitzennetz“ die Linie Eberbach – Heilbronn – Stuttgart – Tübingen – Hechingen – Donaueschingen – Tengen – Singen – Stein am Rhein (Schweiz) mit einem Abzweig bei Thayngen über Schaffhausen nach Zürich in der 2. Ausbaustufe vorgesehen. Im Autobahngrundnetz vom Mai 1934 war lediglich die der heutigen A 81 und teilweise der A 7 entsprechenden Strecke Bad Hersfeld – Fulda – Würzburg – Heilbronn – Stuttgart enthalten. Erst ab 1938 war an eine Verlängerung dieser Linie über Donaueschingen nach Schaffhausen gedacht, die hier ebenfalls im Wesentlichen der Trasse der heutigen A 81 entsprach. Lediglich zwischen Donaueschingen und Schaffhausen lehnte sich die Streckenführung an die Reichsstraße 27 an. Eine weitere parallel führende Autobahn auf der später als A 83 projektierten Linie zwischen Lauffen, Stuttgart, Tübingen und Donaueschingen war nicht geplant.
Der Ausbauplan für die Bundesfernstraßen des Gesetzes vom 27. Juli 1957 sah zwar noch keinen Bau einer Bundesautobahn vor, doch war die Bundesstraße 27 zwischen der Anschlussstelle Ludwigsburg-Nord, Stuttgart, Tübingen, Rottweil, Donaueschingen und Schaffhausen in das „Blaue Netz“ der neu oder auszubauenden Bundesstraßen aufgenommen.
Der Bedarfsplan des Gesetzes über den Ausbau der Bundesfernstraßen in den Jahren 1971 bis 1985 vom 30. Juni 1971 enthielt ebenfalls noch keine Bundesautobahnplanung. Dafür war allerdings der vierstreifige Neubau der B 27 vorgesehen. Das Vorhaben gliederte sich in folgende Teilprojekte:
| Kurzbezeichnung | Abschnitt | Ausbau       | Stand                                                           |
| --------------- | --- | ------------ | --------------------------------------------------------------- |
| B 27            | nördlich Bietigheim-Bissingen (Dreieck mit der „Autobahn 13“, später A 45) – südlich Bietigheim-Bissingen | vierstreifig | Stufe II)                                                       |
| B 27            | südlich Bietigheim-Bissingen – Tamm (Kreuz mit der „Autobahn 23“, später A 81) – nördlich Ludwigsburg | vierstreifig | Stufe I                                                         |
| B 27            | nördlich Ludwigsburg – Kornwestheim – Stuttgart-Zuffenhausen bzw. Stuttgart-Stammheim (Kreuz mit der B 10), später A 80, sowie mit der B 29, später A 87                                                                             | vierstreifig | Stufe II                                                        |
| B 27            | Stuttgart-Degerloch – Stuttgart-Fasanenhof (Kreuz mit der „Autobahn 21“, später A 8) – Leinfelden-Echterdingen | vierstreifig | fertiggestellt                                                  |
| B 27n           | Leinfelden-Echterdingen – Filderstadt (Dreieck mit der B 312, später Bundesautobahn 85) – Aichtal (Dreieck mit der B 312, später A 85) – Tübingen (Dreieck mit der B 27/B 464 nördlich von Tübingen; Kreuz mit der B 28 in Tübingen) | vierstreifig | laufendes Vorhaben                                              |
| B 27            | Tübingen – nördlich Dußlingen (Kreuz mit der B 28n, später A 84) – nördlich Hechingen | vierstreifig | Stufe I                                                         |
| B 27            | nördlich Hechingen – Wessingen | vierstreifig | 1. Fahrbahn fertiggestellt, 2. Fahrbahn in Stufe I)             |
| B 27            | Wessingen – südlich Balingen (B 463) | vierstreifig | Stufe I                                                         |
| B 27            | südlich Balingen – Kreuz Villingen-Schwenningen (A 81) | vierstreifig | Stufe II                                                        |
| B 27            | Kreuz Villingen-Schwenningen – südlich Villingen-Schwenningen (B 311, heute: B 523) | vierstreifig | Stufe I                                                         |
| B 27            | südlich Villingen-Schwenningen – Bad Dürrheim | vierstreifig | 1. Fahrbahn unter Verkehr, 2. Fahrbahn in Dringlichkeitsstufe I |
| B 27            | Bad Dürrheim – nördlich Donaueschingen (Kreuz mit der „Autobahn 84“, später A 86) – Hüfingen (B 31) | vierstreifig | Stufe I                                                         |

Mit der Neustrukturierung des Netzes der Bundesautobahnen, die mit Wirkung ab 1. Januar 1975 eingeführt wurde, wurde der gesamte Streckenzug unter der einheitlichen Bezeichnung als „Bundesautobahn 83“ zusammengefasst.
In der Netzkarte der Bundesregierung vom 1. Januar 1976 ergab sich bereits eine Änderung: die Planung der A 45 um Stuttgart wurde modifiziert, so dass sich eine nördliche Verlängerung der Trasse der A 83 über Besigheim nach Lauffen erforderlich machte.
Der Bedarfsplan des Gesetzes zur Änderung des Gesetzes über den Ausbau der Bundesfernstraßen in den Jahren 1971 bis 1985 vom 5. August 1976 brachte für die Bundesautobahn 83 in der Trassierung eine weitere Änderung: zwischen Lauffen (A 45) und nördlich Bietigheim-Bissingen war nicht mehr der Bau einer Autobahn, sondern lediglich der zweistreifige Neubau der B 27n angedacht. Zudem änderte sich die Dringlichkeit von Abschnitten der A 83. Es ergab sich folgendes Bild:
| Abschnitt                                                                                        | Ausbau         | Stand                                                                            |
| ------------------------------------------------------------------------------------------------ | -------------- | -------------------------------------------------------------------------------- |
| nördlich Bietigheim-Bissingen – Tamm (Kreuz mit der A 81) – nördlich Ludwigsburg                 | vierstreifig   | Stufe Ia                                                                         |
| nördlich Ludwigsburg – südlich Kornwestheim                                                      | vierstreifig   | möglicher weiterer Bedarf                                                        |
| südlich Kornwestheim – Stuttgart-Zuffenhausen bzw. Stuttgart-Stammheim (Kreuz mit der A 80/A 87) | vierstreifig   | Stufe Ia                                                                         |
| Stuttgart-Degerloch – Stuttgart-Fasanenhof (Kreuz mit der A 8) – Leinfelden-Echterdingen         | vierstreifig   | fertiggestellt                                                                   |
| Leinfelden-Echterdingen – Filderstadt (Dreieck mit der A 85) – Aichtal (Dreieck mit der A 85)    | vierstreifig   | laufendes Vorhaben                                                               |
| Aichtal – Rübgarten (B 464)                                                                      | vierstreifig   | Stufe Ia                                                                         |
| Rübgarten (B 464) – Tübingen (B 28)                                                              | vierstreifig   | 1. Fahrbahn in Dringlichkeitsstufe Ia, 2. Fahrbahn in Dringlichkeitsstufe Ib     |
| Tübingen – nördlich Dußlingen (Kreuz mit der A 84) – Nehren                                      | vierstreifig   | Stufe Ia                                                                         |
| Nehren – Mössingen – Bad Sebastiansweiler                                                        | vierstreifig   | Stufe Ib                                                                         |
| Bad Sebastiansweiler – nördlich Hechingen                                                        | vierstreifig   | 1. Fahrbahn unter Verkehr, 2. Fahrbahn in Dringlichkeitsstufe Ia                 |
| vierstreifig                                                                                     | fertiggestellt |                                                                                  |
| südlich Hechingen – Wessingen                                                                    | vierstreifig   | 1. Fahrbahn fertiggestellt, 2. Fahrbahn in Dringlichkeitsstufe Ia                |
| Wessingen – Balingen – Schömberg                                                                 | vierstreifig   | Stufe Ib                                                                         |
| Schömberg – Kreuz Villingen-Schwenningen (A 81)                                                  | vierstreifig   | möglicher weiterer Bedarf                                                        |
| Kreuz Villingen-Schwenningen                                                                     | vierstreifig   | unter Verkehr                                                                    |
| Kreuz Villingen-Schwenningen – nördlich Villingen-Schwenningen (B 523)                           | vierstreifig   | 1. Fahrbahn fertiggestellt, 2. Fahrbahn als möglicher weiterer Bedarf            |
| nördlich Villingen-Schwenningen (B 523) – südlich Villingen-Schwenningen (B 311, heute B 523)    | vierstreifig   | 1. Fahrbahn in Dringlichkeitsstufe Ia, 2. Fahrbahn als möglicher weiterer Bedarf |
| südlich Villingen-Schwenningen – südlich Bad Dürrheim                                            | vierstreifig   | 1. Fahrbahn unter Verkehr, 2. Fahrbahn in Dringlichkeitsstufe Ib                 |
| südlich Bad Dürrheim – Kreuz mit der A 86 – nördlich Donaueschingen                              | vierstreifig   | 1. Fahrbahn als laufendes Vorhaben, 2. Fahrbahn in Dringlichkeitsstufe Ib        |
| nördlich Donaueschingen – östlich Donaueschingen                                                 | vierstreifig   | 1. Fahrbahn unter Verkehr, 2. Fahrbahn in Dringlichkeitsstufe Ib                 |

Mit dem Zweiten Gesetz zur Änderung des Gesetzes über den Ausbau der Bundesfernstraßen in den Jahren 1971 bis 1985 vom 25. August 1980 kam das Aus für die A 83. Die Planungen beschränkten sich auf den Aus- und abschnittsweisen Neubau der Bundesstraße 27:
| Kurzbezeichnung | Abschnitt                                                             | Ausbau        | Stand                                                            |
| --------------- | --------------------------------------------------------------------- | ------------- | ---------------------------------------------------------------- |
| B 27            | Verlegung zwischen Kirchheim am Neckar, Walheim und Besigheim         | zweistreifig  | Stufe I                                                          |
| B 27            | Bietigheim-Bissingen – Tamm (A 81)                                    | vierstreifig  | laufendes Vorhaben                                               |
| B 27            | Aichtal – Rübgarten                                                   | vierstreifig  | laufendes Vorhaben                                               |
| B 27            | Rübgarten – Tübingen                                                  | vierstreifig, | Stufe I                                                          |
| B 27            |                                                                       | vierstreifig  | 1. Fahrbahn unter Verkehr, 2. Fahrbahn in Dringlichkeitsstufe I  |
| B 27            | Nehren – Mössingen – Bad Sebastiansweiler                             | vierstreifig  | Stufe I                                                          |
| B 27            | Bad Sebastiansweiler – nördlich Hechingen                             | vierstreifig  | 1. Fahrbahn unter Verkehr, 2. Fahrbahn als laufendes Vorhaben    |
| B 27            | Wessingen – nördlich Engstlatt                                        | vierstreifig  | Stufe I                                                          |
| B 27            | Engstlatt – Balingen                                                  | vierstreifig  | 1. Fahrbahn unter Verkehr, 2. Fahrbahn in Dringlichkeitsstufe I  |
| B 27            | Balingen – Schömberg                                                  | zweistreifig  | Stufe I                                                          |
| B 27            | nördlich Villingen-Schwenningen – südlich Villingen-Schwenningen (OU) | zweistreifig  | Stufe I                                                          |
| B 27            | südlich Villingen-Schwenningen – südlich Bad Dürrheim                 | vierstreifig  | 1. Fahrbahn unter Verkehr, 2. Fahrbahn in Dringlichkeitsstufe Ib |
| B 27            |                                                                       | vierstreifig  | 1. Fahrbahn fertiggestellt, 2. Fahrbahn als laufendes Vorhaben   |

Die B 314 zwischen Blumberg (B 27), Stühlingen und Lauchringen sollte zweistreifig (Dringlichkeitsstufe I) weitestgehend neu errichtet oder ausgebaut werden.
Das Dritte Gesetz zur Änderung des Gesetzes über den Ausbau der Bundesfernstraßen vom 21. April 1986 führte zu keiner Wiederaufnahme der A 83 in den Bedarfsplan. Vorgenommen war weiterhin der Aus- und Neubau der Bundesstraße 27:
| Kurzbezeichnung | Abschnitt                                                             | Ausbau        | Stand                                                            |
| --------------- | --------------------------------------------------------------------- | ------------- | ---------------------------------------------------------------- |
| B 27            | Verlegung zwischen Kirchheim am Neckar, Walheim und Besigheim         | zweistreifig  | Stufe I                                                          |
| B 27            | Bietigheim-Bissingen – Tamm (A 81)                                    | vierstreifig  | laufendes Vorhaben                                               |
| B 27            | Aichtal – Rübgarten                                                   | vierstreifig  | laufendes Vorhaben                                               |
| B 27            | Rübgarten – Tübingen                                                  | vierstreifig, | Stufe I                                                          |
| B 27            |                                                                       | vierstreifig  | 1. Fahrbahn unter Verkehr, 2. Fahrbahn in Dringlichkeitsstufe I  |
| B 27            | Nehren – Mössingen – Bad Sebastiansweiler                             | vierstreifig  | Stufe I                                                          |
| B 27            | Bad Sebastiansweiler – nördlich Hechingen                             | vierstreifig  | 1. Fahrbahn unter Verkehr, 2. Fahrbahn als laufendes Vorhaben    |
| B 27            | Wessingen – nördlich Engstlatt                                        | vierstreifig  | Stufe I                                                          |
| B 27            | Engstlatt – Balingen                                                  | vierstreifig  | 1. Fahrbahn unter Verkehr, 2. Fahrbahn in Dringlichkeitsstufe I  |
| B 27            | Balingen – Schömberg                                                  | zweistreifig  | Stufe I                                                          |
| B 27            | nördlich Villingen-Schwenningen – südlich Villingen-Schwenningen (OU) | zweistreifig  | Stufe I                                                          |
| B 27            | südlich Villingen-Schwenningen – südlich Bad Dürrheim                 | vierstreifig  | 1. Fahrbahn unter Verkehr, 2. Fahrbahn in Dringlichkeitsstufe Ib |
| B 27            |                                                                       | vierstreifig  | 1. Fahrbahn fertiggestellt, 2. Fahrbahn als laufendes Vorhaben   |

Südlich Donaueschingen war ein Neu- oder Ausbau der B 27 bis auf eine Ausnahme (Bereich Riedböhringen, zweistreifig als laufendes Vorhaben) nicht mehr vorgesehen. Die B 314 zwischen Blumberg (B 27), Stühlingen und Lauchringen sollte zweistreifig (Dringlichkeitsstufe I) weitestgehend neu errichtet oder ausgebaut werden.
Im Bedarfsplan des Vierten Gesetzes zur Änderung des Fernstraßenausbaugesetzes vom 15. November 1993 war die A 83 in Baden-Württemberg weiterhin nicht enthalten. Stattdessen wurde die Bezeichnung für die Strecke Leipzig (Dreieck mit der A 140, heute A 38) – Borna – Chemnitz (Kreuz mit der A 4/A 72) vergeben. Der Aus- und Neubau der Bundesstraße 27 hatte folgende Projekte zum Gegenstand:
| Kurzbezeichnung | Abschnitt                         | Ausbau                 | Stand                                                                       |
| --------------- | --------------------------------- | ---------------------- | --------------------------------------------------------------------------- |
| B 27            | OU Besigheim                      | zweistreifig           | laufendes Vorhaben                                                          |
| B 27            | Stuttgart-Degerloch – Filderstadt | sechsstreifiger Ausbau | vordringlicher Bedarf                                                       |
| B 27            | Rübgarten – Tübingen              | vierstreifig           | laufendes Vorhaben                                                          |
| B 27            | OU Tübingen-Derendingen           | vierstreifig           | 1. Fahrbahn unter Verkehr, 2. Fahrbahn im vordringlichen Bedarf             |
| B 27            |                                   | vierstreifig           | 1. Fahrbahn unter Verkehr, 2. Fahrbahn als laufendes Vorhaben               |
| B 27            | Nehren – Bodelshausen             | vierstreifig           | vordringlicher Bedarf                                                       |
| B 27            | Wessingen – nördlich Engstlatt    | vierstreifig           | laufendes Vorhaben                                                          |
| B 27            |                                   | Engstlatt – Balingen   | vierstreifig, 1. Fahrbahn unter Verkehr, 2. Fahrbahn als laufendes Vorhaben |
| B 27            | Balingen – Dotternhausen          | zweistreifig           | weiterer Bedarf                                                             |
| B 27            | OU Schömberg                      | zweistreifig           | weiterer Bedarf                                                             |
| B 27            | östlich Donaueschingen – Hüfingen | vierstreifig           | 1. Fahrbahn fertiggestellt, 2. Fahrbahn im vordringlichen Bedarf            |

Südlich Donaueschingen war ein Neu- oder Ausbau der B 27 bis auf die OU Blumberg-Zollhaus und die OU Blumberg-Randen (jeweils zweistreifig im weiteren Bedarf) nicht vorgesehen. Auch der Neu- und Ausbau der B 314 zwischen Blumberg (B 27), Stühlingen und Lauchringen war gestrichen worden; lediglich die OU Blumberg-Fützen/Blumberg-Epfenhofen (zweistreifig, laufendes Vorhaben) und die OU Stühlingen-Grimmelshofen (zweistreifig, vordringlicher Bedarf) waren enthalten.
Der Bedarfsplan des Fünften Gesetzes zur Änderung des Fernstraßenausbaugesetzes vom 4. Oktober 2004 brachte im Hinblick auf die A 83 in Baden-Württemberg keine Neuaufnahme. Die Verbindung Leipzig – Chemnitz war nun als A 72 bezeichnet. Weiterhin war in Baden-Württemberg der Aus- und Neubau der Bundesstraße 27 wie folgt vorgesehen:
| Kurzbezeichnung | Abschnitt                                | Ausbau                 | Stand                                                            |
| --------------- | ---------------------------------------- | ---------------------- | ---------------------------------------------------------------- |
| B 27            | Leinfelden-Echterdingen – Aich (Aichtal) | sechsstreifiger Ausbau | weiterer Bedarf                                                  |
| B 27            | OU Tübingen                              | vierstreifig           | vordringlicher Bedarf                                            |
| B 27            |                                          | vierstreifig           | 1. Fahrbahn unter Verkehr, 2. Fahrbahn im vordringlichen Bedarf  |
| B 27            | Nehren – südlich Ofterdingen             | vierstreifig           | vordringlicher Bedarf                                            |
| B 27            | südlich Ofterdingen – Bodelshausen       | vierstreifig           | 1. Fahrbahn unter Verkehr 2. Fahrbahn im vordringlichen Bedarf   |
| B 27            | Balingen – Dotternhausen                 | zweistreifig           | weiterer Bedarf mit Planungsrecht                                |
| B 27            | OU Schömberg                             | zweistreifig           | weiterer Bedarf mit Planungsrecht                                |
| B 27            | OU Neukirch                              | zweistreifig           | weiterer Bedarf                                                  |
| B 2             | östlich Donaueschingen – Hüfingen        | vierstreifig           | 1. Fahrbahn fertiggestellt, 2. Fahrbahn im vordringlichen Bedarf |

Südlich Donaueschingen war ein Neu- oder Ausbau der B 27 bis auf die OU Hüfingen-Behla, die OU Zollhaus und die OU Randen (jeweils zweistreifig im vordringlichen Bedarf) nicht vorgesehen. Auch der Neu- und Ausbau der B 314 zwischen Blumberg (B 27), Stühlingen und Lauchringen umfasste lediglich die OU Grimmelshofen (zweistreifig, vordringlicher Bedarf).

## Liste der Verkehrsfreigaben
Bereits in der zweiten Hälfte der 1950er Jahre wurde die Ortsumgehung von Bad Dürrheim mit 4 Kilometern Länge fertiggestellt, die als 1. Fahrbahn Bestandteil der A 83 werden sollte. In den 1960er Jahren folgte die vierstreifige Strecke Stuttgart-Degerloch – Echterdingen. Folgende weitere Streckenabschnitte wurden auf der für die A 83 vorgesehenen Trasse dem Verkehr übergeben:
- 1974: Donaueschingen-Nord – Donaueschingen-Mitte, 1. Fahrbahn (2,7 km, zweistreifig, als B 27 gewidmet)
- 1975: Ausbau Hechingen (6,3 km, vierstreifig, als B 27 gewidmet)
- 1975: Kreuz Villingen-Schwenningen (A 81) – Villingen-Schwenningen-Nord (4,0 km, vierstreifig, als B 27 gewidmet)
- 1977: Donaueschingen-Mitte – Hüfingen (B 27 alt), 1. Fahrbahn, mit Anschlussstrecken der B 31 (7,3 km, zweistreifig, als B 27/B 31 gewidmet, davon 4,5 km auf der als A 83 geplanten Trasse)
- 1978: Bad-Dürrheim-Süd – Donaueschingen-Nord, 1. Fahrbahn (4,4 km, zweistreifig, als B 27 gewidmet)
- 1979: Echterdingen – Aich (9,1 km, vierstreifig, als B 27 gewidmet)
- 1979: Bad-Dürrheim-Süd – Donaueschingen-Nord, 2. Fahrbahn (4,4 km, zweistreifig, als B 27 gewidmet)
- 1982: Bad Dürrheim – Bad Dürrheim-Süd, 2. Fahrbahn (1,6 km, vierstreifig, als B 27 gewidmet)
- 1984: Bietigheim-Bissingen – Ludwigsburg-Nord (1. Teilabschnitt, 1,6 km, vierstreifig, als B 27 gewidmet)
- 1984: Aich – Kirchentellinsfurt (13,1 km, vierstreifig, als B 27 gewidmet)
- 1984: Donaueschingen-Nord – Donaueschingen-Mitte, 2. Fahrbahn (2,7 km, vierstreifig, als B 27 gewidmet)
- 1985: Bietigheim-Bissingen – Ludwigsburg-Nord (2. Teilabschnitt, 1,6 km, vierstreifig, als B 27 gewidmet)
- 1986: Stuttgart-Nord – Stuttgart-Zuffenhausen (Teilabschnitt der Verlegung B 10/B 27, 2,0 km, vierstreifig)
- 1986: OU Schwenningen (5,0 km, zweistreifig, als B 27 gewidmet)
- 1987: Bodelshausen – Hechingen-Nord (Teilabschnitt, 0,5 km, vierstreifig, als B 27 gewidmet)
- 1987: Engstlatt-Nord – Balingen-Süd (Teilabschnitt, 0,5 km, vierstreifig, als B 27 gewidmet)
- 1988: Engstlatt-Nord – Balingen-Süd (Teilabschnitt, 0,2 km, vierstreifig, als B 27 gewidmet)
- 1989: Engstlatt-Nord – Balingen-Süd (Teilabschnitt, 1,1 km, vierstreifig, als B 27 gewidmet)
- 1991: Kirchentellinsfurt – Tübingen (Teilabschnitt, 1,5 km, vierstreifig, als B 27 gewidmet)
- 1991: Hechingen-Süd – Engstlatt-Nord (Teilabschnitt, 0,5 km, vierstreifig, als B 27 gewidmet)
- 1992: Kirchentellinsfurt – Tübingen (Teilabschnitt, 1,3 km, vierstreifig, als B 27 gewidmet)
- 1993: Hechingen-Süd – Engstlatt-Nord (Teilabschnitt, 3,2 km, vierstreifig, als B 27 gewidmet)
- 1993: Engstlatt-Nord – Balingen-Süd (Teilabschnitt, 1,0 km, vierstreifig, als B 27 gewidmet)
- 1994: Kirchentellinsfurt – Tübingen (Teilabschnitt, 3,9 km, vierstreifig, als B 27 gewidmet)
- 1995: Hechingen-Süd – Engstlatt-Nord (Teilabschnitt, 2,4 km, vierstreifig, als B 27 gewidmet)
- 1995: Engstlatt-Nord – Balingen-Süd (Teilabschnitt, 1,1 km, vierstreifig, als B 27 gewidmet)
- 2006: Tübingen-Bläsibad – Dußlingen-Nord (3,7 km, vierstreifig, als B 27 gewidmet)
- 2014: Dußlingen-Nord – Knoten Nehren (3,3 km, vierstreifig, als B 27 gewidmet)